# اچ‌دی ۱۳۵۴۳۸
اچ‌دی ۱۳۵۴۳۸ یک ستاره است که در صورت فلکی گاوران قرار دارد.